# Siena
Siena je grad i sjedište istoimene provincije u talijanskoj regiji Toskani (tal. Toscana) u središnjoj Italiji. To je grad neobično bogate kulturne prošlosti, zbog tog je pod zaštitom UNESCO-a, kao svjetska baština čovječanstva.

## Povijest
Prvo naselje osnovali su Etruščani (900 pr. Kr. – 400 pr. Kr.), lokalno pleme zvano – Saina. Etruščani su bili napredna kultura, svojim sustavima navodnjavanja promijenili su lice centralne Italije, i učinili plodnim i obradivom velike površine dotad neplodne zemlje. Gradili su i dobro utvrđana naselja,  obično na uzvisinama. 
Za rimskog cara Augusta, grad se je zvao Saena Julia. Siena nije prosperirala za rimske vladavine, jer je bila izvan glavnih prometnih pravaca. Zbog te zabačenosti, kršćanstvo je relativno kasno (tek u IV. st.) prodrlo do Siene, a i ono je došlo sa invazijom Longobarda. Stari rimski putevi Aurelia i Cassia (koji su istočnije od Siene), zbog razvoja političkih prilika našli su se suviše blizu teritorija pod vlašću neprijateljskog Bizanta (Arezzo). Zbog toga su putevi između lombardskih sjevernih teritorija i Rima skrenuti preko sigurnije Siene. Na taj način je Siena postala važna usputna stanica na putu hodočasnika u Rim, a to je omogućilo unosnu trgovinu. Siena je vrlo rano završila s feudalizmom, i okrenula se novovijekim aktivnostima, novčarstvu i trgovini vunom. Sva vlast bila u rukama Biskupa, no njegova vlast je slabila tijekom 11. st. jer se biskup sve više morao oslanjati za pomoć snažnijem građanstvu, a naročito za vrijeme teritorijalnih borbi i razmirica sa susjednim Arezzom, što je kulminiralo 1167. godine kada je Gradska općina Siena objavila neovisnost od biskupske vlasti. Uskoro, 1179. godine, Siena je dobila pisani Ustav.
To je bio krunski događaj u razvoju Siene kakvu poznajemo danas. U 12. st je dovršen najveći dio Katedrale (Duomo), u to doba nastao je i Piazza del Campo,  po nekima najljepši javni prostor Europe, kao centar javnog svjetovnog života. Gradski zid podignut je 1194. god. na mjestu Gradske vijećnice (Palazzo Pubblico) da spriječi klizanje tla,  ali i da istakne značaj terenu koji je postao javni prostor. U 12. st. republika je smijenjena aristokratskom vladavinom. 
Republika Siena (grad država – Commune) uvećavala je svoj teritorij na račun okolnih feudalaca i preuzimala njihove utvrđene dvorce u svoj sistem obrane. Ali je istovremeno postajala sve više mjestom političkih sukoba između interesa plemstva i plebsa (naroda), a to je dovelo do formiranja prvih političkih stranaka novog vijeka. Te stranke su obično djelovale kao oporba prema velikom takmacu Firenci, u XIII. st. dominirali su gibelini kao žestoki protivnici firentinskim gvelfima (ovaj sukob je i pozadina velike Danteove Božanstvene komedije (Commedia Divina).
Dana 4. rujna 1260. god., sienski gibelini koje su podupirale snage kralja Manfreda Sicilijanskog, pobijedili su firentinske Gvelfe u bitci kod Montapertia. Rivalstvo Siene i Firence bilo je vrlo snažno tijekom 13. i 14. st., ogledalo se i u umjetnosti. Slavni srednjovjekovni slikar Duccio di Buoninsegna (1253. – 1319.) bio je iz Siene.
God. 1404., protjerani su Visconti i uspostavljena je vlada Deset priora, u suradnji s Firencom protiv kralja Ladislava Napuljskog. 1459. je godine Siena postala nadbiskupijom. Godine 1472., Republika je osnovala banku Monte dei Paschi, koja je još uvijek aktivna što je čini najstarijom aktivnom bankom na svijetu. Plemići su se vratili u grad pod Pandolfom Petruccijem (1487.), koji je sve do svoje smrti 1512. sponzorirao umjetnost i znanost, braneći Sienu od Cesarea Borgije. Unutarnji razdori su se nastavili te su se na vlasti smjenjivale građanska i plemićka frakcija sve dok Karlo V. nije iskoristio kaotičnu situaciju i u gradu postavio španjolski garnizon. Građani su se udružili s Francuskom radi izbacivanja istih 1552., ali njihov je general, Piero Strozzi, poražen u bitci kod Marciana kolovoza 1554. i nakon 18 mjeseci otpora, predali su se Španjolcima 17. travnja 1555. god., kada se obilježava kraj Republike Siene. Novi španjolski kralj Filip II. ustupio je obitelji Medici (osim niza obalnih utvrda koje daje državi Presidi) kojima je pripadao do ujedinjenja Kraljevine Italije u 19. stoljeću. Republikanska vlada 700 sienskih obitelji u Montalcinu se je odupirala sve do 1559. god.
Slikoviti gradić je ostao samo kao važno kulturno središte, posebno za humanističke discipline.

## Znamenitosti
- Piazza del Campo je gradski trg u obliku školjke izgrađen na mjestu negdašnjeg rimskog kazališta. Na njemu se nalazi gradska vijećnica (Palazzo Pubblico) i Torre del Mangia (visok 102 m), a poznat je po godišnjoj konjskoj utrci (Palio) u kojoj se natječu predstavnici svake gradske četvrti, još od srednjeg vijeka.  U Palazzo Pubblico nalazi se muzej umjetnosti koji posjeduje slavni ciklus fresaka "Učinci dobre i loše vlasti" (Ambrogio Lorenzetti), ali i neke od najboljih fresaka Simonea Martinia i P. Lorenzettija. Fontana na trgu (Fonte Gaia), izgrađena 1419. god., ima oblik plitkog bazena čiji su zidovi ispunjeni alegorijskim reljefima Gospe, te mitoloških i kršćanskih vrlina.
- Sienska katedrala (Duomo di Siena), započeta u 12. stoljeću, jedan je od velikih primjera talijanske romaničko-gotičke arhitekture. Njena glavna fasada je dovršena 1380. god. Neobično je postavljena u osi sjever-jug (od tada uobičajene osi istok-zapad). To je zato što je izvorno trebala biti najveća katedrala na svijetu, ali je nakon završetka transepta (osi sjever-jug) nestalo novaca i transept je pretvoren u glavni brod (arhitektura). Unutra se nalazi slavna gotička propovjedanica (Nicola Pisano), a u sakristiji izvanredno očuvane renesansne freske (Ghirlandaio). Ispod kupolekrstionicu su u 15. st. uresili mnogi slavni kipari (Donatello, Lorenzo Ghiberti, Jacoopo della Quercia). U Muzeju katedrale (Museo dell'Opera del Duomo) nalazi se slavna Maesta (Duccio) i druge slike sienskih majstora.
- Sveučilište u Sieni, osnovano 1203. god., slavno je po studijima prava i medicine i danas ima značajnu ulogu među talijanskim sveučilištima.

## Šport
Nogometno udruženje "Calcio Siena" je osnovana 1904., a potpuno zaživjela 1908. god. Nogometni klub AC Siena domaće utakmice igra na stadionu Artemio Franchi, a sudjelovao je na državnom prvenstvu Serie A (najviša razina talijanske nogometne lige) u sezoni 2003. – 2004., a trenutačno igra u Serie B.
Najstarije sportsko društvo u Sieni je košarkaški klub Mens Sana Basket (također poznat po sponzorskom imenu Montepaschi Siena). On sudjeluje u talijanskoj prvoj ligi Lega Basket Serie A, i osvojio je državno prvenstvo u sezonama 2003. – 04., 2006. – 07., 2007. – 08. i 2008. – 09. Domaće utakmice igra u dvorani Palasport Mens Sana.

## Poznate osobe
| - Ivan I., papa - Aleksandar III., papa - Aleksandar VII., papa - Duccio, slikar - Sveti Bernardin Sijenski - Sveta Katarina Sijenska - Ambrogio Lorenzetti, slikar | - Pietro Lorenzetti, slikar - Pinturicchio, slikar - Simone Martini, slikar - Pio II., papa - Pio III., papa - Marcel II., papa - Federigo Tozzi, književnik |

## Gradovi prijatelji
- Avignon, Francuska
- Weimar, Njemačka (1994.)
- Wetzlar, Njemačka (1987.)

## Vanjske poveznice
|  | Zajednički poslužitelj ima stranicu o temi Siena |

- Comune di Siena
- Provincia di Siena  Arhivirana inačica izvorne stranice od 12. rujna 2016. (Wayback Machine)
- Università di Siena